# Palazzo Sarvestan
Il Palazzo Sarvestan o Palazzo sasanide a Sarvestan (persiano: مجموعه کاخ ساسانی سروستان kakh-eh-ye Sassani Sarvestan) è un edificio sassanide situato nella iraniana città di Sarvestan, circa 90 km a sud est dalla città di Shiraz. Il palazzo fu costruito nel V secolo d.C.
Il palazzo Sarvestan fu costruito dal re sasaniano Bahram V (r. 420-438) ed posizionato in un'immensa pianura desertica. La funzione dell'edificio è sconosciuta. A luglio 2019 è stato inserito nei siti del Panorama archeologico sasanide della regione di Fars, che rientrano nei patrimoni UNESCO.